# GNS表現
作用素代数や数理物理学において、GNS表現（GNSひょうげん、英: GNS representation）、またはGelfand-Naimark-Segal表現とは、C*-代数に対し、状態と呼ばれる正値線形汎関数が与えられたときに、ヒルベルト空間上の有界作用素による表現を構成する手法。GNSの名は、1940年代にGNS表現を導入した三人の数学者ゲルファント（Gelfand）、ナイマルク（Naimark）、シーガル（Segal）の頭文字に由来する。GNS表現では、巡回ベクトルと呼ばれる特別な元に有界作用素による表現を作用させることで、表現空間であるヒルベルト空間自体を生成することができるともに、状態に対する作用素の値は、巡回ベクトルとの内積による期待値として与えられる。このことから、作用素代数に基づく場の量子論や量子統計力学の代数的なアプローチでは、物理量である作用素のなす代数から理論を構築しても、GNS表現を用いることで、通常のヒルベルト空間論に基づく理論との対応づけが可能となる。

## 内容
C*-代数{\displaystyle {\mathfrak {A}}}において、{\displaystyle \varphi :{\mathfrak {A}}\rightarrow \mathbb {C} }を状態（state）、すなわち、以下の性質を満たす、{\displaystyle {\mathfrak {A}}}から複素数体{\displaystyle \mathbb {C} }への規格化された正値線形汎関数とする。
(1) 線形性 {\displaystyle \varphi (\lambda A+\mu B)=\lambda \varphi (A)+\mu \varphi (B)\quad {}^{\forall }A,B\in {\mathfrak {A}},\,{}^{\forall }\lambda ,\mu \in \mathbb {C} }
(2) 正値性 {\displaystyle \varphi (A^{\ast }A)\geq 0\quad {}^{\forall }A\in {\mathfrak {A}}}
(3) 規格化条件 {\displaystyle ||\varphi ||=\sup\{|\varphi (A)|\,|\,||A||=1,\,A\in {\mathfrak {A}}\}=1}

このとき、{\displaystyle {\mathfrak {A}}}のヒルベルト空間{\displaystyle {\mathcal {H}}_{\varphi }}上の表現、すなわち、{\displaystyle {\mathfrak {A}}}から{\displaystyle {\mathcal {H}}_{\varphi }}の有界作用素のなす代数{\displaystyle {\mathcal {B}}({\mathcal {H}}_{\varphi })}への*-準同型写像 {\displaystyle \pi _{\varphi }:{\mathfrak {A}}\rightarrow {\mathcal {B}}({\mathcal {H}}_{\varphi })}で、次の条件を満たすものを構成することができる。この表現をGNS表現と呼ぶ。
1.　ある元{\displaystyle \Omega _{\varphi }\in {\mathcal {H}}_{\varphi }}が存在し、
{\displaystyle \varphi (A)=\langle \Omega _{\varphi },\pi _{\varphi }(A)\Omega _{\varphi }\rangle \quad {}^{\forall }A\in {\mathfrak {A}}}
を満たす。但し、{\displaystyle \langle \,,\,\rangle }は{\displaystyle {\mathcal {H}}_{\varphi }}上の内積である。
2.　{\displaystyle \Omega _{\varphi }}は巡回ベクトル（cyclic vector）をなす。すなわち、
{\displaystyle \pi _{\varphi }({\mathfrak {A}})\Omega _{\varphi }=\{\pi _{\varphi }(A)\Omega _{\varphi }|\,A\in {\mathfrak {A}}\}}
はノルムによる強位相について、{\displaystyle {\mathcal {H}}_{\varphi }}で稠密である。
なお、1.のように内積の形式で与えられる状態をベクトル状態といい、2.のように巡回ベクトルをもつ表現を巡回表現という。
GNS表現により、状態{\displaystyle \varphi }から導入される組{\displaystyle ({\mathcal {H}}_{\varphi },\pi _{\varphi },\Omega _{\varphi })}をGNS構成と呼ぶ。GNS構成はユニタリ同値を除いて、一意的である。したがって、{\displaystyle ({\mathcal {H}}_{\varphi },\pi _{\varphi },\Omega _{\varphi })}と{\displaystyle ({\mathcal {H}}'_{\varphi },\pi '_{\varphi },\Omega '_{\varphi })}がともにGNS構成であるとき、ユニタリ作用素 {\displaystyle U:{\mathcal {H}}_{\varphi }\rightarrow {\mathcal {H}}'_{\varphi }}が存在し、
{\displaystyle \pi _{\varphi }(A)U=U\pi '_{\varphi }(A)\quad {}^{\forall }A\in {\mathfrak {A}}}
が成り立つ。

## 既約表現と純粋状態
GNS構成{\displaystyle ({\mathcal {H}}_{\varphi },\pi _{\varphi },\Omega _{\varphi })}において、巡回ベクトル{\displaystyle \Omega _{\varphi }}から表現空間の元{\displaystyle \pi _{\varphi }(A)\Omega _{\varphi }}が生成されることは、ちょうど場の量子論でフォック空間の元が真空から生成されることに対応している。但し、フォック空間の場合には二つの状態ベクトルは生成消滅演算子の作用により互いに移りわたれるため、任意の元が巡回ベクトルとなる。こうした性質は、表現の既約性と関連する。表現が既約表現であるとは、不変部分空間が{\displaystyle \{0\}}と表現空間{\displaystyle {\mathcal {H}}}のみであるときのことをいう。C*-代数の表現が既約表現であるとき、表現空間のゼロベクトルを除く任意の元が巡回ベクトルとなる。
一方、状態の観点からは、既約表現となるGNS表現を導く状態は、純粋状態（pure state）と呼ばれる特別な状態となる。状態{\displaystyle \varphi } が純粋状態であるとは、{\displaystyle \varphi }が異なる二つの状態{\displaystyle \varphi _{1}}、{\displaystyle \varphi _{2}}による凸結合{\displaystyle \varphi =\lambda \varphi _{1}+(1-\lambda )\varphi _{2}\,(0<\lambda <1)}の形に書き表せないときのことをいう。
GNS構成{\displaystyle ({\mathcal {H}}_{\varphi },\pi _{\varphi },\Omega _{\varphi })}で、特に以下の3つの条件は同値となる。
1. {\displaystyle ({\mathcal {H}}_{\varphi },\pi _{\varphi })}は既約表現である。
2. 状態{\displaystyle \varphi }は純粋状態である。
3. 状態{\displaystyle \varphi }は、{\displaystyle {\mathfrak {A}}}上の全ての状態のなす集合{\displaystyle E_{\mathfrak {A}}}で端点(extreme point) である。

## 表現の構成方法
GNS表現を構成する基本的なアイデアは、状態{\displaystyle \varphi }から内積を導入し、この内積から定まるノルムについての完備化により、ヒルベルト空間を構成することである。{\displaystyle \varphi (A^{\ast }B)=\langle A,B\rangle }と定めると状態の線形性と正値性からは、{\displaystyle \langle ,\rangle }は非退化条件 {\displaystyle \langle A,A\rangle =0\Leftrightarrow A=0}を除いて、内積の性質を満たす。ここで、部分集合{\displaystyle {\mathfrak {N}}=\{A\in {\mathfrak {A}}|\,\varphi (A^{\ast }A)=0\}}を考えると{\displaystyle {\mathfrak {N}}}は左イデアルであり、同値類{\displaystyle \xi _{A}=A+{\mathfrak {N}}}による商空間{\displaystyle {\mathfrak {A}}/{\mathfrak {N}}}を考えることができる。このとき、{\displaystyle \langle \xi _{A},\xi _{B}\rangle =\langle A,B\rangle } は非退化条件を満たし、内積となる。この内積空間である{\displaystyle {\mathfrak {A}}/{\mathfrak {N}}}を完備化することでヒルベルト空間{\displaystyle {\mathcal {H}}_{\varphi }}が得られ、特に{\displaystyle {\mathfrak {A}}/{\mathfrak {N}}}は{\displaystyle {\mathcal {H}}_{\varphi }}で稠密である。ここで{\displaystyle \pi _{\varphi }}として、{\displaystyle \pi _{\varphi }(A)\xi _{B}=\xi _{AB}}で定義すると代表元{\displaystyle B}に依らず、well-definedな表現となる。議論を簡単にするため、{\displaystyle {\mathfrak {A}}}が単位元{\displaystyle I}を持つとすると、{\displaystyle \Omega _{\varphi }=\xi _{I}}で定義される元は、{\displaystyle \langle \Omega _{\varphi },\pi _{\varphi }(A)\Omega _{\varphi }\rangle =\langle \xi _{I},\xi _{A}\rangle =\omega (A)}を満たすともに、{\displaystyle {\overline {\pi _{\varphi }({\mathfrak {A}})\Omega _{\varphi }}}={\overline {{\mathfrak {A}}/{\mathfrak {N}}}}={\mathcal {H}}_{\varphi }}であり、巡回ベクトルとなる。

## ゲルファント＝ナイマルクの定理
GNS表現を応用することで、C*-代数の基本構造定理である「任意のC*-代数{\displaystyle {\mathfrak {A}}}はあるヒルベルト空間{\displaystyle {\mathcal {H}}}上の有界作用素のなす具体的なC*-代数{\displaystyle {\mathcal {B}}({\mathcal {H}})}と等距離*-同型である」というゲルファント＝ナイマルクの定理を導くことができる。{\displaystyle E_{\mathfrak {A}}}を状態全体からなる集合としたときに、GNS表現の族{\displaystyle \{({\mathcal {H}}_{\varphi },\pi _{\varphi })\}_{\varphi \in E_{\mathfrak {A}}}}から直和表現
{\displaystyle {\mathcal {H}}=\bigoplus _{\varphi \in E_{\mathfrak {A}}}{\mathcal {H}}_{\varphi },\,\,\pi =\bigoplus _{\varphi \in E_{\mathfrak {A}}}\pi _{\varphi }}
を構成すると、これは{\displaystyle ||\pi (A)||=||A||}を満たす忠実な表現であり、{\displaystyle {\mathfrak {A}}}は{\displaystyle {\mathcal {B}}({\mathcal {H}})}と等距離*-同型となる。